# Cavendish (tabacco)
Il Cavendish è una tipologia di tabacco conciato a fuoco o vapore e poi pressurizzato per poter ottenere un gusto dolce. Le varietà americana, olandese e danese risultano essere quelle maggiormente dolci; mentre quella britannica, meno lavorata, è la meno dolce. Il tabacco deve il suo nome a Sir Thomas Cavendish.
I tabacchi utilizzati per produrre il Cavendish sono solitamente il Virginia e il Burley.
Tale tabacco può essere aromatizzato utilizzando aromi come zucchero, ciliegia, acero, miele, liquirizia, cioccolato, cocco, rum, fragola, vaniglia, noce e Bourbon.

## Storia
Il Cavendish è nato alla fine del XVI secolo quando Sir Thomas Cavendish - comandante di una nave appartenente alla spedizione in Virginia del 1585 organizzata da Sir Richard Grenville - scoprì che la popolazione locale intingeva il tabacco nello zucchero producendo così un tabacco più leggero da fumare.

## Processo di lavorazione
La preparazione del Cavendish avviene pressando le foglie di tabacco e creando una "torta" il cui spessore è di circa 2,5 cm. Questa forma viene riscaldata a fuoco o vapore, iniziando così la fermentazione del tabacco. Terminata la fermentazione la torta viene tagliata a fette e impacchettata. A questo punto gli aromi possono essere aggiunti prima che il tutto venga nuovamente pressato. Il processo produttivo può durare da diversi giorni ad alcune settimane.